# Igutettix oculatus
Igutettix oculatus är en insektsart som först beskrevs av Lindberg 1929.  Igutettix oculatus ingår i släktet Igutettix och familjen dvärgstritar. Inga underarter finns listade i Catalogue of Life.